# Hybalus saezi
El unicornio de Sáez (Hybalus saezi) es un coleóptero de la subfamilia Orphninae.

## Distribución geográfica
Habita en el sur de la España peninsular.
Calificada como con datos insuficientes en el Libro Rojo de los Invertebrados de Andalucía.